# Marc Actori Nasó
Marc Actori Nasó (en llatí Marcus Actorius Naso) va ser un historiador romà que va escriure una vida de Juli Cèsar i potser una història de la seva època, que cita Suetoni.
No se sap en quins anys va viure, però per la manera que en parla Suetoni sembla que era contemporani de Cèsar, al segle i aC.